# ماساهیکو کومورا
ماساهیکو کومورا (高村 正彦 زاده ۱۵ مارس ۱۹۴۲) سیاستمدار و معاون سابق رئیس‌جمهور حزب لیبرال دموکرات اهل ژاپن است.
او از سال ۱۹۹۸ تا ۱۹۹۹ وزیر امور خارجه بود و از سال ۲۰۰۷ تا ۲۰۰۸ بار دیگر به عنوان وزیر امور خارجه انتخاب شد. وی عضو مجلس نمایندگان ناحیه ۱ یاماگوچی است و هم‌اکنون معاون فعلی حزب سیاسی خود، حزب لیبرال دموکرات است.

## دوران جوانی و تحصیل
ماساهیکو کومورا در استان اهیمه متولد شد. او از دانشگاه حقوق چوئو فارغ‌التحصیل شد.